# Skizoo
Skizoo est un groupe espagnol de metal alternatif, originaire de Madrid, actif entre 2005 et 2009. 

## Histoire
L'idée de former Skizoo vient de Jorge Escobedo et Antonio Bernardini, après la séparation temporaire de Sôber. C'est alors que Morti, qui vivait à Barcelone, reçoit un appel de Jorge à Madrid, lui parlant de l'idée et l'invitant à faire partie du groupe, donnant vie à la mélodie, aux paroles et à la voix du groupe. C'est ainsi que Skizoo voit le jour. Le nom du groupe vient du mot esquizofrenia qui signifie schizophrénie en espagnol). Ils sont rejoints par le bassiste Daniel Criado (XXL) et le batteur Dani Pérez (Saratoga et Stravaganzza).
Morti, Jorge, Antonio, Dani et Daniel, enregistrent leur premier album éponyme en 2005, qu'ils sortent en mai de la même année sur le label El Diablo. Peu après, Daniel Criado quitte le groupe et est remplacé par Edu Fernández (bassiste de Stravaganzza), qui s'occupe également des chœurs lors des concerts. C'est ainsi que naît la formation définitive. Des chansons comme Renuncia al Sol, Arriésgate, Habrá que olvidar ou No todo está perdido leur ouvrent une place importante et bien méritée sur la scène nationale. Le public a soutenu avec succès le premier album du groupe (Skizoo, 2005) et leurs deux premiers singles (Renuncio al sol et Habrá que olvidar) occupent la première place des charts pendant plusieurs semaines.
En 2006, ils signent avec EMI, et rééditent leur premier album avec la collaboration de Bunbury au chant dans la chanson No todo está perdido. Ils ajoutent également une reprise de la chanson Entre dos tierras de Héroes del Silencio, deux remixes et un DVD avec des images de leur première tournée. À la fin de cette même année à Murcie, ils enregistrent leur deuxième album, Incerteza, sorti le 19 février 2007 ; il est le dernier album produit par Simón Echeverría (Big Simon), décédé avant sa sortie. Il contient 11 nouvelles chansons du groupe et est accompagné d'un DVD contenant un making-of de l'enregistrement, le clip vidéo de Dame aire, des aspects du mastering de l'album à New York, une séance photo et d'autres bonus. 
En début de 2008, ils annoncent leur départ d'EMI et, en mai de la même année, ils sortent leur troisième album intitulé 3, avec le label indépendant DFX, dans lequel ils expérimentent encore plus le son, en incluant de multiples refrains, mais sans s'éloigner du metal alternatif qui les caractérise. Il est le troisième et dernier album studio, avec 10 nouvelles chansons et contient une reprise du tube The Passenger d'Iggy Pop. Cet album comprend également un DVD avec des vidéos de l'enregistrement, comme les deux précédents. L'album est produit par le groupe lui-même aux Estudios Oasis de Madrid. Peu après la sortie de l'album, Dani Pérez et Edu Fernández quittent Skizoo et sont remplacés par Iván Ramírez (ancien batteur d'Ebony Ark) et José Hurtado (bassiste de Coilbox).
Le groupe fait ses adieux à ses fans (peu avant le retour de Sôber) avec la sortie de l'album La Cara oculta, composé de raretés, de démos, de collaborations et de remixes. Un total de 15 chansons créées tout au long de la carrière du groupe et jamais publiées auparavant. Il comprend notamment des collaborations avec Bunbury, Pepe Herrero, Belén Arjona et Shuarma, ainsi que des remixes de Big Simon et des Pinkertones et les démos originales de leurs premières chansons. Ils enregistrent également le vidéoclip de Fuera de lugar avec les fans qui voulaient y participer, en guise de cadeau d'adieu.
En 2009, ils jouent pour la première fois à Cuba. Le 17 août 2009 Skizoo annonce sa séparation définitive par le biais d'une déclaration officielle sur son site web, pour annoncer officiellement le retour de Sôber le 1er janvier 2010. Morti formera le groupe Inmune en 2012, avec un style similaire à celui de Skizoo.

## Influences
Dans un entretien avec La Factoria del Ritmo, Skizoo dit s'inspirer de groupes comme Iron Maiden, Judas Priest et Black Sabbath.

## Membres

### Derniers membres
- Morti — voix
- Jorge Escobedo — guitare
- Antonio Bernardini — guitare
- Iván Ramírez — batterie
- José Hurtado — basse

### Anciens membres
- Daniel Criado — basse (2005)
- Dani Pérez — batterie (2005-2008)
- Edu Fernández — basse, chœurs (2005-2008)

## Discographie

### Albums studio
- 2005 : Skizoo (El Diablo, réédité en 2006 sous le label EMI) ( : 22e[9])
- 2007 : Incerteza (EMI) ( : 22e[9])
- 2008 : 3 (DFX Records) ( : 24e[9])
- 2008 	: La Cara oculta (DFX Records)

### Singles et vidéos
- 2005 : Arriésgate
- 2005 : Habrá que olvidar
- 2005 : Renuncia al Sol
- 2007 : Dame aire
- 2007 : Algún día
- 2007 : Incerteza
- 2008 : Skizoofrénico
- 2008 : Nada es imposible
- 2009 : Fuera de lugar